# Кубок Словаччини з футболу 2021—2022
Кубок Словаччини з футболу 2021–2022 — 29-й розіграш кубкового футбольного турніру в Словаччині. Титул вдруге поспіль захищав Слован (Братислава), проте поступився у фіналі, в якому свій 7-й титул здобув Спартак (Трнава).

## Календар
| Раунд           | Дата                          | Матчі | Клуби     |
| --------------- | ----------------------------- | ----- | --------- |
| Перший раунд    | 18-29 липня 2021              | 89    | 216 → 137 |
| Другий раунд    | 30 липня - 11 серпня 2021     | 49    | 137 → 88  |
| Третій раунд    | 18 серпня - 22 вересня 2021   | 37    | 88 → 51   |
| Четвертий раунд | 14 вересня - 9 жовтня 2021    | 19    | 51 → 32   |
| 1/16 фіналу     | 19 жовтня - 21 листопада 2021 | 16    | 32 → 16   |
| 1/8 фіналу      | 2 березня 2022                | 8     | 16 → 8    |
| 1/4 фіналу      | 15-16 березня 2022            | 4     | 8 → 4     |
| 1/2 фіналу      | 6-20 квітня 2022              | 4     | 4 → 2     |
| Фінал           | 8 травня 2022                 | 1     | 2 → 1     |

## 1/8 фіналу
| Команда 1             | Рахунок      | Команда 2           |
| --------------------- | ------------ | ------------------- |
| 1 березня 2022        |              |                     |
| Шашова (4)            | 0:3          | Сениця              |
| Ружомберок            | 0:2          | Слован (Братислава) |
| ВіОн (Злате Моравце)  | 1:0          | Пухов (2)           |
| Кошиці (2)            | 1:2          | Спартак (Трнава)    |
| 2 березня 2022        |              |                     |
| Шаморин (2)           | 1:1 пен. 2:4 | МФК Скалиця (2)     |
| Вранов над Топлоу (3) | 1:2          | Погроньє            |
| Тренчин               | 3:1          | Гуменне (2)         |
| 3 березня 2022        |              |                     |
| Жиліна                | 2:1          | Комарно (2)         |

## 1/4 фіналу
| Команда 1           | Рахунок      | Команда 2            |
| ------------------- | ------------ | -------------------- |
| 15 березня 2022     |              |                      |
| Слован (Братислава) | 2:0          | ВіОн (Злате Моравце) |
| Тренчин             | 2:0          | МФК Скалиця (2)      |
| 16 березня 2022     |              |                      |
| Жиліна              | 0:0 пен. 1:4 | Спартак (Трнава)     |
| Сениця              | 3:2          | Погроньє             |

## 1/2 фіналу
| Команда 1        | Заг. | Команда 2           | 1-й матч | 2-й матч |
| ---------------- | ---- | ------------------- | -------- | -------- |
| 6/20 квітня 2022 |      |                     |          |          |
| Сениця           | 0:7  | Спартак (Трнава)    | 0:3      | 0:4      |
| 7/19 квітня 2022 |      |                     |          |          |
| Тренчин          | 1:2  | Слован (Братислава) | 0:0      | 1:2      |

## Фінал
| 8 травня 2022 18:30 (17:30 CEST) |

| Слован (Братислава) | 1:2 дч   | Спартак (Трнава)          |
| ------------------- | -------- | ------------------------- |
| - Мустафич 49'      | Протокол | - Буката 52' - Діжан 114' |

| Національний футбольний стадіон, Братислава Глядачів: 10 411 Арбітр: Петер Зімба |